# プロピオフェノン
プロピオフェノン(Propiophenone)は、アリールケトンである。無色で甘い香りの液体で、水には溶けないが有機溶媒とは混合する。他の化合物の合成に用いられる。消防法による第4類危険物 第3石油類に該当する。

## 生成
プロピオフェノンは、プロピオン酸とベンゼンのフリーデル・クラフツ反応により生成する。また、商業的には、酢酸カルシウムとアルミニウムの存在下、450-550℃で安息香酸とプロピオン酸をケトン化することで生産される。
C6H5CO2H  +  CH3CH2CO2H   →   C6H5C(O)CH2CH3  +  CO2  +  H2O
ルートヴィヒ・クライゼンは、α-メトキシスチレンを300℃で1時間加熱すると、プロピオフェノンが生成することを発見した（収率65%）。

## 利用
医薬品や有機化合物を合成する際の中間体となる。また、カチノンやメトカチノン等のエフェドリン系やプロピオフェノン系の誘導体、フェニルプロパノイド等のアリールアルケンの合成に用いられる。プロピオフェノンは、デキストロプロポキシフェンやフェンメトラジンの前駆体にもなる。
花のような香りを持つため、香水の成分にもなる。